# Autoconfiança
Autoconfiança (pré-AO 1990: Auto-confiança) é a convicção que uma pessoa tem, de ser capaz de fazer ou realizar alguma coisa.
Autoconfiança é como uma característica de personalidade humana, assim como a capacidade de refletir e analisar seus atos.
O termo, que é típico da literatura terapêutica e de autoajuda, é muitas vezes usado como sinônimo de autoestima e de autoaceitação. Uma análise mais detalhada de seu uso mostra, no entanto, que autoconfiança refere-se sempre à competência pessoal, enquanto autoestima é um termo mais amplo. Também "autoaceitação" possui um uso próprio mais restrito e está mais relacionado com o conceito de "aceitação incondicional" da abordagem centrada na pessoa.
Na abordagem psicoterapêutica de Friederike Potreck-Rose e Gitta Jacob (2008) para o aumento da autoestima, a autoconfiança representa um dos quatro pilares desta, sendo definida como "uma postura positiva com relação às próprias capacidades e desempenho" e inclui as convicções de saber fazer alguma coisa, de fazê-lo bem, de conseguir alcançar alguma coisa, de suportar as dificuldades e de poder prescindir de algo.
``Nossas dúvidas são traidoras e nos fazem perder o que, com frequência, poderíamos ganhar, por simples medo de arriscar.´´ William Shakespeare.
``Our doubts are traitors and make us lose what we could often gain, out of simple fear of taking risks.´´ (Versão Original do Inglês)
Peça Medida por Medida (publicada em 1623).